# Эуфрасен, Бенгт
Бенгт Андерс Эуфрасен (швед. Bengt Anders Euphrasén; 26 апреля 1755, Хабо, Вестра-Гёталанд — 25 декабря 1796, Стокгольм) — шведский натуралист (ботаник и зоолог).

## Биография
Родился в апреле 1756 года в приходе Хабо, историческая провинция Вестергётланд, Швеция. После обучения в Брасколане и в ветеринарном учреждении в Скаре, Эуфрасен стал юнгманом на судне Ост-Индской компании Lovisa Ulrica, а затем посетил Китай, откуда привёз с собой рыб, которые были переданы в коллекцию Класа Алстрёмера. Затем он отправился в экспедицию на архипелаг Бохуслен.
Он стал студентом Упсальского университета 24 февраля 1783 года. В Скаре он взял себе фамилию, производную от рода цветковых растений Euphrasia (очанка). По рекомендации упомянутого Класа Альстрёмера, чьей библиотекой он заведовал, он получил от Шведской королевской академии наук 300 риксдалеров из стипендиального фонда для путешествия на остров Сен-Бартелеми и прилегающие острова.
Он уехал в ноябре 1787 года и прибыл на остров 8 февраля 1788 года. 16-17 апреля 1788 года он совершил экспедицию на остров Синт-Эстатиус, а с 17 апреля по 19 июня — на Сент-Кристофер (ныне Сент-Китс). Интерес был сфокусирован на цветах и рыбах. Он отправился на родину в Швецию в июне-августе 1788 года, где стал заместителем демонстратора ботаники в Стокгольме.
Умер 25 декабря 1796 года в Стокгольме.

## Публикации
- Raja narinari; In Neue Abhandlungen der Kgl. Schwedischen Akademie; Bd. 11, S. 205—207; 1790
- Carl von Linnees Termini Botanici, eller botaniska Ord; 1792
- Beskrifning öfver svenska vestindidiska ön St. Barthelemi, samt öarne St. Eustache och St. Christopher; Stockholm, Anders Zetterberg, 1795